# Lescurry
Lescurry település Franciaországban, Hautes-Pyrénées megyében. Lakosainak száma 162 fő (2022. január 1.). Lescurry Lacassagne, Castéra-Lou, Dours, Escondeaux, Mansan, Peyrun és Sénac községekkel határos.

## Népesség
A település népességének változása:
| Lakosok száma | 173  | 172  | 176  | 171  | 170  | 168  | 166  | 164  | 162  |
|               | 2013 | 2015 | 2016 | 2017 | 2018 | 2019 | 2020 | 2021 | 2022 |